# Легка атлетика на літніх Олімпійських іграх 1936
Змагання з легкої атлетики на літніх Олімпійських іграх 1936 були проведені з 2 по 9 серпня в Берліні на Олімпійському стадіоні.

## Призери

### Чоловіки
| Дисципліни                   | Золото                                                                  | Золото    | Срібло                                                           | Срібло    | Бронза                                                                       | Бронза    |
| ---------------------------- | ----------------------------------------------------------------------- | --------- | ---------------------------------------------------------------- | --------- | ---------------------------------------------------------------------------- | --------- |
| 100 метрів (вітер: +2,7 м/с) | Джессі Оуенс · США                                                      | 10,3      | Ральф Меткалф · США                                              | 10,4      | Тінюс Осендарп · Нідерланди                                                  | 10,5      |
| 200 метрів                   | Джессі Оуенс · США                                                      | 20,7      | Мак Робінсон · США                                               | 21,1      | Тінюс Осендарп · Нідерланди                                                  | 21,3      |
| 400 метрів                   | Арчі Вільямс · США                                                      | 46,5      | Годфрі Браун · Велика Британія                                   | 46,7      | Джиммі Лувалль · США                                                         | 46,8      |
| 800 метрів                   | Джон Вудрафф · США                                                      | 1.52,9    | Маріо Ланці · Італія                                             | 1.53,3    | Філ Едвардс · Канада                                                         | 1.53,6    |
| 1500 метрів                  | Джек Лавлок · Нова Зеландія                                             | 3.47,8    | Гленн Каннінгем · США                                            | 3.48,4    | Луїджі Беккалі · Італія                                                      | 3.49,2    |
| 5000 метрів                  | Гуннар Гекерт · Фінляндія                                               | 14.22,2   | Лаурі Лехтінен · Фінляндія                                       | 14.25,8   | Генрі Юнссон · Швеція                                                        | 14.29,0   |
| 10000 метрів                 | Ільмарі Сальмінен · Фінляндія                                           | 30.15,4   | Арво Аскола · Фінляндія                                          | 30.15,6   | Вольмарі Ісо-Голло · Фінляндія                                               | 30.20,2   |
| 110 метрів з бар'єрами       | Форрест Таунс · США                                                     | 14,2      | Дон Фінлей · Велика Британія                                     | 14,4      | Фріц Поллард · США                                                           | 14,4      |
| 400 метрів з бар'єрами       | Гленн Гардін · США                                                      | 52,4      | Джон Лоарінг · Канада                                            | 52,7      | Мігель Вайт · Філіппіни                                                      | 52,8      |
| 3000 метрів з перешкодами    | Вольмарі Ісо-Голло · Фінляндія                                          | 9.03,8    | Каарло Туомінен · Фінляндія                                      | 9.06,8    | Альфред Домперт · Німеччина                                                  | 9.07,2    |
| 4×100 метрів                 | США Джессі Оуенс Ральф Меткалф Фой Дрейпер Френк Вікофф                 | 39,8      | Італія Ораціо Маріані Джанні Кальдана Еліо Раньї Тулліо Гоннеллі | 41,1      | Німеччина Вільгельм Ляйхум Еріх Борхмаєр Ервін Гілльмайстер Герд Горнбергер  | 41,2      |
| 4×400 метрів                 | Велика Британія Фредді Вольфф Годфрі Ремплінг Білл Робертс Годфрі Браун | 3.09,0    | США Гарольд Кейгл Боб Янг Едді О'Браєн Ел Фітч                   | 3.11,0    | Німеччина Гельмут Гаманн Фрідріх фон Штюльпнагель Гаррі Фойгт Рудольф Гарбіг | 3.11,8    |
|                              |                                                                         |           |                                                                  |           |                                                                              |           |
| Марафон                      | Кітей Сон · Японія                                                      | 2:29.19,2 | Ернест Гарпер · Велика Британія                                  | 2:31.23,2 | Сьорю Нан · Японія                                                           | 2:31.42,0 |
| Ходьба 50 кілометрів         | Гарольд Вітлок · Велика Британія                                        | 4:30.41,4 | Артур Телль Шваб · Швейцарія                                     | 4:32.09,2 | Адалбертс Бубенко · Латвія                                                   | 4:32.42,2 |
|                              |                                                                         |           |                                                                  |           |                                                                              |           |
| Стрибки у висоту             | Корнеліус Джонсон · США                                                 | 2,03      | Дейв Олбріттон · США                                             | 2,00      | Делос Тербер · США                                                           | 2,00      |
| Стрибки з жердиною           | Ерл Мідоус · США                                                        | 4,35      | Нісіда Сюхей · Японія                                            | 4,25      | Ое Сюео · Японія                                                             | 4,25      |
| Стрибки у довжину            | Джессі Оуенс · США                                                      | 8,06      | Луц Лонг · Німеччина                                             | 7,87      | Тадзіма Наото · Японія                                                       | 7,74      |
| Потрійний стрибок            | Тадзіма Наото · Японія                                                  | 16,00     | Харада Масао · Японія                                            | 15,66     | Джек Меткалф · Австралія                                                     | 15,50     |
| Штовхання ядра               | Ганс Отто Вельке · Німеччина                                            | 16,20     | Суло Бярлунд · Фінляндія                                         | 16,12     | Герхард Штек · Німеччина                                                     | 15,66     |
| Метання диска                | Кен Карпентер · США                                                     | 50,48     | Гордон Данн · США                                                | 49,46     | Джорджіо Обервегер · Італія                                                  | 49,23     |
| Метання молота               | Карл Гайн · Німеччина                                                   | 56,49     | Ервін Бласк · Німеччина                                          | 55,04     | Фред Варнгорд · Швеція                                                       | 54,83     |
| Метання списа                | Герхард Штек · Німеччина                                                | 71,84     | Юрйо Нікканен · Фінляндія                                        | 70,77     | Калерво Тойвонен · Фінляндія                                                 | 70,72     |
|                              |                                                                         |           |                                                                  |           |                                                                              |           |
| Десятиборство                | Гленн Морріс · США                                                      | 7900      | Боб Кларк · США                                                  | 7601      | Джек Паркер · США                                                            | 7275      |

### Жінки
| Дисципліни            | Золото                                                        | Золото | Срібло                                                            | Срібло | Бронза                                                          | Бронза |
| --------------------- | ------------------------------------------------------------- | ------ | ----------------------------------------------------------------- | ------ | --------------------------------------------------------------- | ------ |
| 100 метрів            | Хелен Стівенс · США                                           | 11,5   | Станіслава Валасевич · Польща                                     | 11,7   | Катаріна Краус · Німеччина                                      | 11,9   |
| 80 метрів з бар'єрами | Ондіна Валла · Італія                                         | 11,7   | Анні Штоєр · Німеччина                                            | 11,7   | Бетті Тейлор · Канада                                           | 11,7   |
| 4×100 метрів          | США Гаррієт Бланд Аннетт Роджерс Бетті Робінсон Хелен Стівенс | 46,9   | Велика Британія Ейлін Гіскок Вайолет Олні Одрі Браун Барбара Берк | 47,6   | Канада Дороті Брукшоу Джанетт Долсон Гільда Камерон Ейлін Мігер | 47,8   |
|                       |                                                               |        |                                                                   |        |                                                                 |        |
| Стрибки у висоту      | Чак Ібоя · Угорщина                                           | 1,60   | Дороті Одам · Велика Британія                                     | 1,60   | Ельфріде Каун · Німеччина                                       | 1,60   |
| Метання диска         | Гізела Мауермаєр · Німеччина                                  | 47,63  | Ядвіга Вайс · Польща                                              | 46,22  | Паула Молленгауер · Німеччина                                   | 39,80  |
| Метання списа         | Тіллі Фляйшер · Німеччина                                     | 45,18  | Луїзе Крюгер · Німеччина                                          | 43,29  | Марія Квасневська · Польща                                      | 41,80  |

## Медальний залік
| Місце | Країна          | Золото | Срібло | Бронза | Загалом |
| ----- | --------------- | ------ | ------ | ------ | ------- |
| 1     | США             | 14     | 7      | 4      | 25      |
| 2     | Німеччина       | 5      | 4      | 7      | 16      |
| 3     | Фінляндія       | 3      | 5      | 2      | 10      |
| 4     | Велика Британія | 2      | 5      | 0      | 7       |
| 5     | Японія          | 2      | 2      | 3      | 7       |
| 6     | Італія          | 1      | 2      | 2      | 5       |
| 7     | Угорщина        | 1      | 0      | 0      | 1       |
| 7     | Нова Зеландія   | 1      | 0      | 0      | 1       |
| 9     | Польща          | 0      | 2      | 1      | 3       |
| 10    | Канада          | 0      | 1      | 3      | 4       |
| 11    | Швейцарія       | 0      | 1      | 0      | 1       |
| 12    | Нідерланди      | 0      | 0      | 2      | 2       |
| 12    | Швеція          | 0      | 0      | 2      | 2       |
| 14    | Австралія       | 0      | 0      | 1      | 1       |
| 14    | Латвія          | 0      | 0      | 1      | 1       |
| 14    | Філіппіни       | 0      | 0      | 1      | 1       |